# Álex Grimaldo
Alejandro Grimaldo García (født 20. september 1995) er en spansk professionel fodboldspiller, som spiller for Bundesliga-klubben Bayer Leverkusen og Spaniens landshold.

## Klubkarriere

### Barcelona
Grimaldo kom igennem ungdomsakademiet hos FC Barcelona, og debuterede for reserveholdet Barcelona B den 4. september 2011 i en alder af 15 år og 349 dage, og han blev hermed den yngste spiller til at spille i en Segunda División-kamp.
Han tilbragte en årrække med klubben, hvor han spillede mere end 100 kampe for reserveholdet, men han endte aldrig med at spille på førsteholdet.

### Benfica
Grimaldo skiftede i december 2015 til Benfica. Efter at have spillet hovedsageligt som rotationsspiller i sine første to sæsoner i klubben, så fik han sit store gennembrud i 2017-18 sæsonen, hvor han blev etableret som en fast mand på holdet, en rolle som han ville beholde i resten af sin tid med klubben.

### Bayer Leverkusen
Grimaldo skiftede i juni 2023 til Bayer Leverkusen, efter at hans kontrakt med Benfica var udløbet.

## Landsholdskarriere

### Ungdomslandshold
Grimaldo har repræsenteret Spanien på flere ungdomsniveauer. Han var del af Spaniens U/19-trup som vandt U/19 EM i 2012.

### Seniorlandshold
Grimaldo debuterede for Spaniens landshold den 16. november 2023.

## Titler
Benfica
- Primeira Liga: 4 (2015-16, 2016-17, 2018-19, 2022-23)
- Taça de Portugal: 1 (2016-17)
- Taça da Liga: 1 (2015-16)
- Supertaça Cândido de Oliveira: 3 (2016, 2017, 2019)

Bayer Leverkusen
- Bundesliga: 1 (2023-24)
- DFB-Pokal: 1 (2023-24)

Spanien U/19
- U/19 Europamesterskabet: 1 (2012)

Individuelle
- U/19 Europamesterskabet Turneringens hold: 1 (2012)
- UEFA Europa League Sæsonens hold: 1 (2018-19)
- Primeira Liga Årets hold: 2 (2018-19, 2022-23)